# Präfektur Salé
Salé (arabisch عمالة سلا, Tamazight: ⵜⴰⵎⵖⵓⵔⵜ ⵏ ⵙⵍⴰ) ist eine Präfektur in Marokko. Sie gehört zur Region Rabat-Salé-Kénitra und liegt nördlich von Rabat, im Vorortbereich der Hauptstadt. Die Präfektur hat 982.163 Einwohner (Stand 2014).

## Größte Orte
|                | Einwohner am...   | Einwohner am...   | Einwohner am...   |
| Gemeinde       | 2. September 1994 | 2. September 2004 | 1. September 2014 |
| -------------- | ----------------- | ----------------- | ----------------- |
| Salé           | 579.035           | 760.186           | 890.403           |
| Sidi Bouknadel | 31.987            | 43.593            | 25.255            |
| Shoul          | 19.959            | 19.706            |                   |

## Geschichte
Vor der Verwaltungsreform von 2015 gehörte die Präfektur Salé zur Region Rabat-Salé-Zemmour-Zaer.